# Euloboptera kabindae
Euloboptera kabindae är en kackerlacksart som beskrevs av Karlis Princis 1965. Euloboptera kabindae ingår i släktet Euloboptera och familjen småkackerlackor. Inga underarter finns listade i Catalogue of Life.